# Monts d'Ambazac

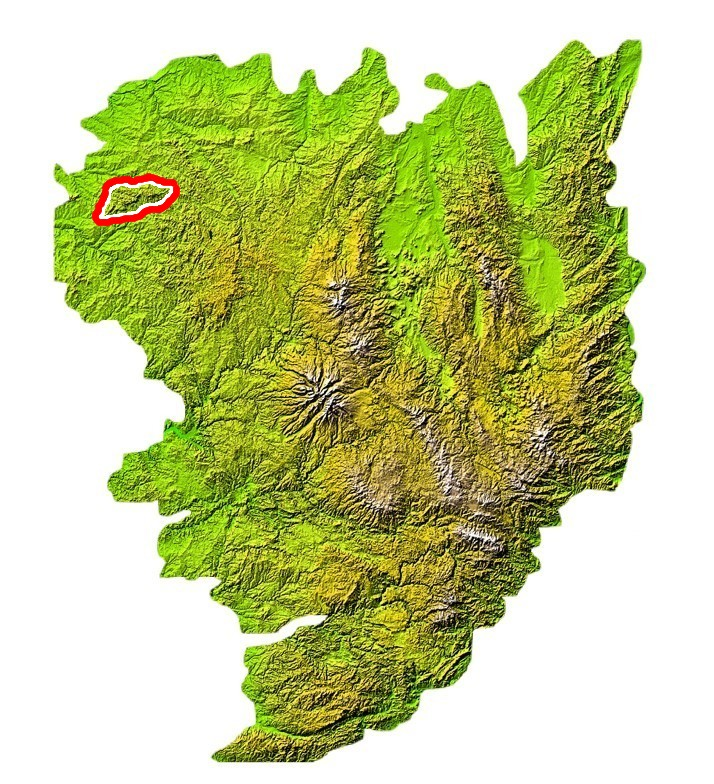
Situació dels Monts d'Ambazac al Massís Central

Els Monts d'Ambazac formen el contrafort occidental del Massís Central i formen part dels Monts de la Marche. Porten el nom de la ciutat principal situada als peus d'aquestes muntanyes, Ambazac. Estan situats en el departament de l'Alta Viena, però també ocupen una part de la Cruesa. El punt més alt és el puy de Sauvagnac, a 701 m; també destaca el puy de Jouer, a la Cruesa, amb 697 m.

## Geografia

### Ecosistema

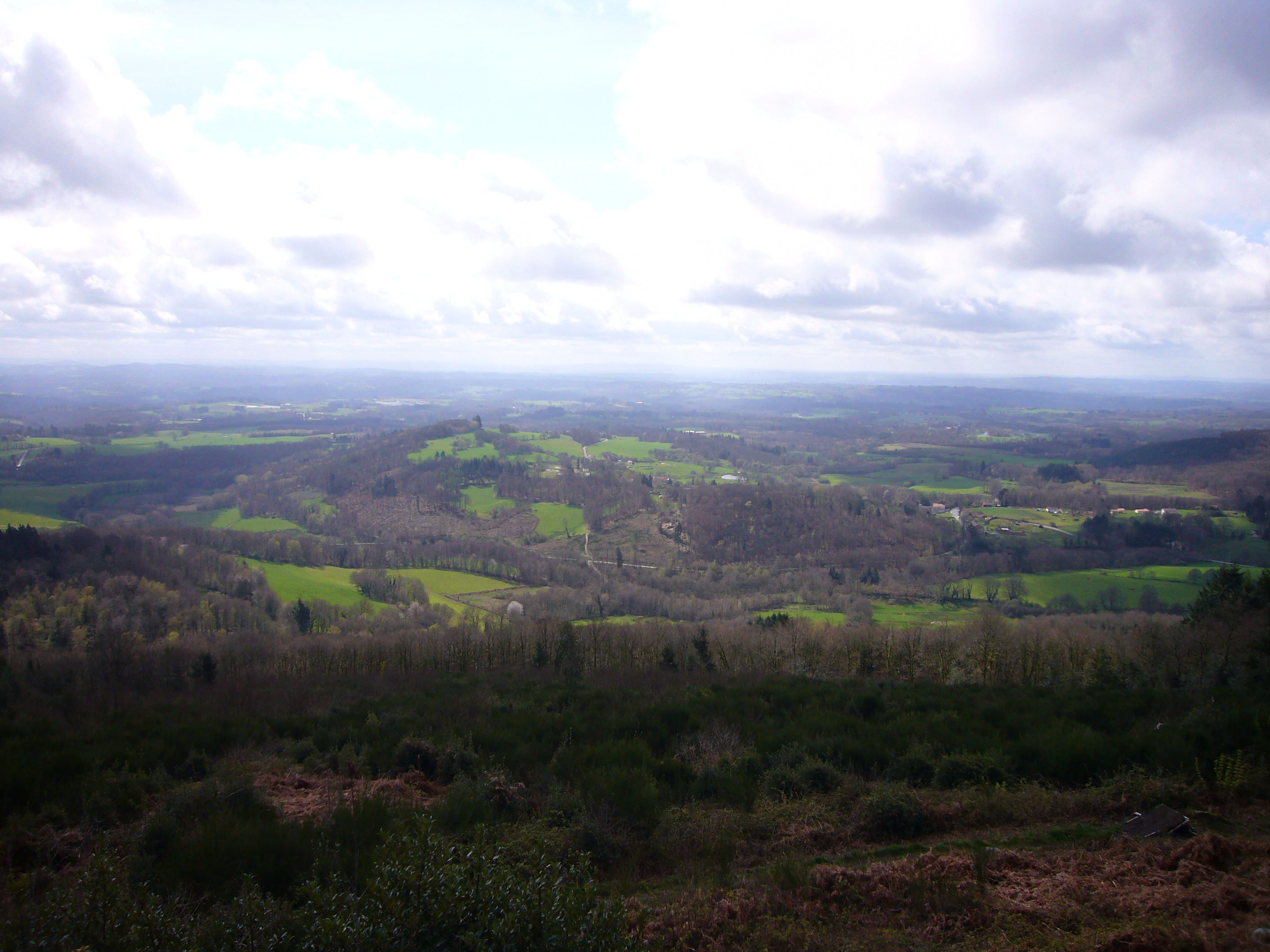
Paisatge dels monts d'Ambazac

El paisatge dels monts d'Ambazac està constituït essencialment de boscos de coníferes. Al voltant dels pobles, les granges han fet camps de farratge per a la cria de bestiar oví. El clima fred i humit, sobretot a l'hivern, ha permès la formació de turberes, una de les quals constitueix la Reserva natural nacional de la Tourbière des Dauges. El massís compta amb altres dues torberes, una es troba a Malléty, al municipi de Saint-Léger-la-Montagne, que és la font de Couze, riu que forma el llac de Saint-Pardoux. L'altra a Friaulouse al peu del puy Jouer, al costat de Saint-Goussaud.
Els monts d'Ambazac i la vall de la Couze tenen el reconeixement de Lloc d'Importància Comunitària de la Unió Europea, de tipus 2 per a la riquesa ecològica. La zona, a més, també està protegida dins dels espais de Natura 2000 per la presència de diverses espècies de ratpenats.
Des d'un punt de vista del paisatge, els monts d'Ambazac estan completament dominats pels boscos i les pastures. Els caos rocosos hi són estranys, excepte la Roca del Temple, al costat de Saint-Léger-la-Montagne i la Pedra Millier que entra en el llac del mateix nom a Saint-Sylvestre i constitueix un paratge protegit.

### Llista de municipis
A l'Alta Viena:
- Ambazac
- Bonnac-la-Côte
- Le Châtenet-en-Dognon
- Saint-Sylvestre
- Saint-Martin-Terressus
- Saint-Laurent-les-Églises
- Les Billanges
- La Jonchère-Saint-Maurice
- Saint-Léger-la-Montagne
- Jabreilles-les-Bordes
- Saint-Sulpice-Laurière
- Bersac-sur-Rivalier
- Laurière
- Folles

A la Cruesa:
- Saint-Martin-Sainte-Catherine
- Saint-Pierre-Chérignat
- Châtelus-le-Marcheix
- Saint-Goussaud
- Arrènes

## Història
A més de les riqueses ecològiques, els monts d'Ambazac han conservat nombrosos vestigis d'una història interessant. Al municipi de Jabreilles-les-Bordes s'hi van descobrir restes d'oppidums gals, mentre el Puy de Jouer era un santuari dedicat a Júpiter. El poble de Grandmont recorda l'Orde de Grandmont, fundada el segle xii per Sant Esteve de Grandmont o de Muret, de qui es conserven relíquies a Ambazac, així com la seva dalmàtica.
Finalment, al castell de Montméry s'hi va rodar Lady Chatterley, que va guanyar el premi Cèsar al millor film el 2007.

## Activitat minera
La presència de jaciments radioactius ha permès l'extracció d'urani que no ha deixat marques en el paisatge, excepte en alguns llocs on ha augmentat la radioactivitat externa. El kaolin s'ha extret en aquesta zona des de 1772, concretament a Bonnac-la-Côte, però que va tancar el 1795, i la darrera explotació de kaolin va tancar el 1964 a La Jonchère. Només queden restes d'immenses excavacions que desapareixen sota la vegetació.